# Де Сио, Джульяна
Джулиана Де Си́о (итал. Giuliana De Sio; род. 2 апреля 1956, Cava de' Tirreni, Salerno, Campania) — итальянская актриса.

## Биография
Родилась в семье адвоката и врача. Отец оставил семью когда Джулиана и её старшая сестра Тереза Де Сио были ещё детьми. Мать страдала от алкогольной зависимости. Детство и юность провела в Кава де'Тиррени. Первое публичное выступление Де Сио состоялось, когда ей было пять лет, на спектакле в Театре Верди в Салерно.
В 1974 году переехала в Терразини, чтобы жить в коммуне хиппи, где она подружилась с Терезой Энн Савой и Алессандро Хабером, которые призвали ее заняться актерским мастерством.
В 1975 году переехала в Рим, где представила свои портфолио на RAI и на киностудии.
Ее профессиональный дебют состоялся в 1976 году, когда Джанни Бонджованни выбрал ее для роли в телефильме RAI «Una donna». Затем Элио Петри дал ей роль в фильме «Грязные руки», где партнером актрисы выступил Марчелло Мастроянни.
В 1979 году Тонино Черви выбрал ее для роли в фильме «Il malato immaginario» вместе с Альберто Сорди.
В 1980-е — 1990-е годы Де Сио исполнила лучшие свои роли в фильме Маурицио Понци «Я, Кьяра и Хмурый» и драме Карло Лидзани. Советским зрителям актриса запомнилась по роли Джулии Антинари в телесериале «Спрут 3» (1987).
С успехом играла на театральной сцене.
В самом начале эпидемии в начале 2020 года перенесла COVID-19.
Личную жизнь не оглашает. Детей нет.

## Фильмография
- Sex for Sale (San Pasquale Baylonne protettore delle donne, 1976)
- Street of the Crane's Foot (1979)
- Hypochondriac (Il Malato immaginario, 1979)
- Scusate il ritardo (1982)
- Sciopèn (1982)
- The Pool Hustlers (Io, Chiara e lo scuro, 1982)
- A Proper Scandal (1984)
- Heart (Cuore, 1985, TV series)
- Casablanca, Casablanca (1985)
- Hundred Days in Palermo (1984)
- Let's Hope It's a Girl (Speriamo che sia femmina, 1986)
- Private Affairs (Ti presento un'amica, 1987)
- La piovra, season 3 [it] (1987, TV series)
- The Rogues (I Picari, 1988)
- What if Gargiulo Finds Out? (1988)
- Feu sur le candidat (1990)
- The Wicked (1991)
- Historical center (1992)
- For not forget (1992)
- Wolffs Revier (1993, TV episode)
- The True Life of Antonio H. (1994)
- Italians (1996)
- With Hate And With Love (1997)
- Besame mucho (1999)
- Mary Magdalene [it] (2000, TV)
- Der Kapitän - Kein Hafen für die Anastasia (2000, TV)
- The beauty of the women (2001, TV series)
- I Love You Eugenio (Ti voglio bene Eugenio, 2002)
- Chemistry Forever (2002)
- Lights Turn Off (2004)
- The not long night (2006, TV)
- Il console Italiano (2011)